# Wiktor (Olejnik)
Wiktor, imię świeckie Władimir Nikołajewicz Olejnik (ur. 21 września 1940 w Poczajowie) – arcybiskup Rosyjskiego Kościoła Prawosławnego.

## Życiorys
Urodził się w rodzinie robotniczej. W 1962 ukończył seminarium duchowne w Leningradzie, zaś cztery lata później Akademię Duchowną w tym samym mieście, uzyskując tytuł kandydata teologii za pracę poświęconą nauce św. Atanazego Wielkiego o człowieku. 2 stycznia 1966 złożył wieczyste śluby zakonne przed metropolitą leningradzkim i ładoskim Nikodemem (Rotowem), przyjmując imię Wiktor na cześć starożytnego męczennika. 6 stycznia tego samego roku arcybiskup tulski i bielowski Aleksy wyświęcił go na hierodiakona, zaś 22 października 1967 z rąk tego samego hierarchy otrzymał święcenia kapłańskie. Został skierowany do pracy duszpasterskiej w parafii św. Katarzyny w Krasnodarze, gdzie przebywał do 1978. W 1969 otrzymał godność ihumena, zaś w 1974 – archimandryty. Następnie przeniesiony do parafii Trójcy Świętej w Kalininie, której proboszczem został cztery lata później. Był również sekretarzem eparchii kalinińskiej.
30 listopada 1988 Święty Synod Rosyjskiego Kościoła Prawosławnego nominował go na biskupa kalinińskiego i kaszyńskiego. Uroczysta chirotonia odbyła się 4 grudnia tego samego roku w soborze Objawienia Pańskiego w Moskwie z udziałem metropolitów rostowskiego i nowoczerkaskiego Włodzimierza oraz kiszyniowskiego i mołdawskiego Serapiona, arcybiskupów orenburskiego i buzułuckiego Leoncjusza, swierdłowskiego i kurgańskiego Melchizedeka, jarosławskiego i rostowskiego Płatona, kostromskiego i galickiego Hioba, kurskiego i biełgorodzkiego Juwenaliusza, winnickiego i bracławskiego Agatangela oraz biskupów włodzimierskiego i suzdalskiego Walentego oraz penzeńskiego i sarańskiego Serafina. W 1990, w związku ze zmianą nazwy miasta Kalinin na dawną – Twer, odpowiedniej zmianie uległ również jego tytuł biskupi.
Na łamach prawosławnej prasy wydawanej w Twerze biskup Wiktor zdecydowanie krytykował działalność misjonarzy katolickich w Rosji, twierdząc, iż każda religia poza prawosławiem jest w całości lub części błędna.
W 1996 został podniesiony do godności arcybiskupiej. W 2011, po erygowaniu metropolii twerskiej, został jej zwierzchnikiem, po czym otrzymał godność metropolity.
Postanowieniem Świętego Synodu został przeniesiony 14 lipca 2018 r. w stan spoczynku w związku z osiągnięciem 75. roku życia. Na miejsce przebywania hierarchy wyznaczono Twer. 